# Sonatrach
Sonatrach (acronimo di "Società Nazionale per la ricerca, la produzione, il trasporto, la trasformazione e la commercializzazione degli idrocarburi") è un'azienda di stato algerina creata il 31 dicembre 1963. È una delle principali aziende petroliere al mondo ed è la più importante società per azioni africana.
Dopo aver sviluppato e consolidato la raffinazione del petrolio in Algeria, negli anni 2000 ha iniziato la sua espansione all'estero sotto forma di collaborazioni con la francese Total, la britannica BP e l'italiana Eni.
Il 9 maggio 2018 annuncia di aver raggiunto l'accordo per l'acquisizione della raffineria di Augusta dalla Esso Italiana.

## Storia
Sonatrach nasce il 31 dicembre 1963, con l'obiettivo principale di occuparsi del trasporto e il commercio degli idrocarburi e svilupparsi progressivamente negli altri settori dell'attività petroliera.
Nel 1964 Sonatrach si lancia nella costruzione del primo oleodotto algerino, l'OZ1, lungo 805 km.
Nel 1965 vengono effettuate tre perforazioni e l'oleodotto OZ1 entra in funzione.
Nel 1971, a seguito della politica di nazionalizzazione degli idrocarburi, portano Sonatrach ad estendere le proprie attività nel campo del gas e dei giacimenti di metano.
Il 1981 è l'anno dell'entrata in funzione del complesso di liquefazione (GL2Z), con una capacità di trattamento di 13 miliardi di metri cubi/anno. Nel 1983 il gasdotto "Enrico Mattei" entra in funzione per alimentare l'Italia e la Slovenia, via la Tunisia, con una capacità di oltre 32 miliardi di metri cubi l'anno.
Nel 1996 entra in funzione il gasdotto Africa-Europa per alimentare la Spagna e il Portogallo, via il Marocco.
Nel 2016 Sonatrach ed ENI hanno firmato un accordo per l'esplorazione offshore di nuovi giacimenti di gas e petrolio.

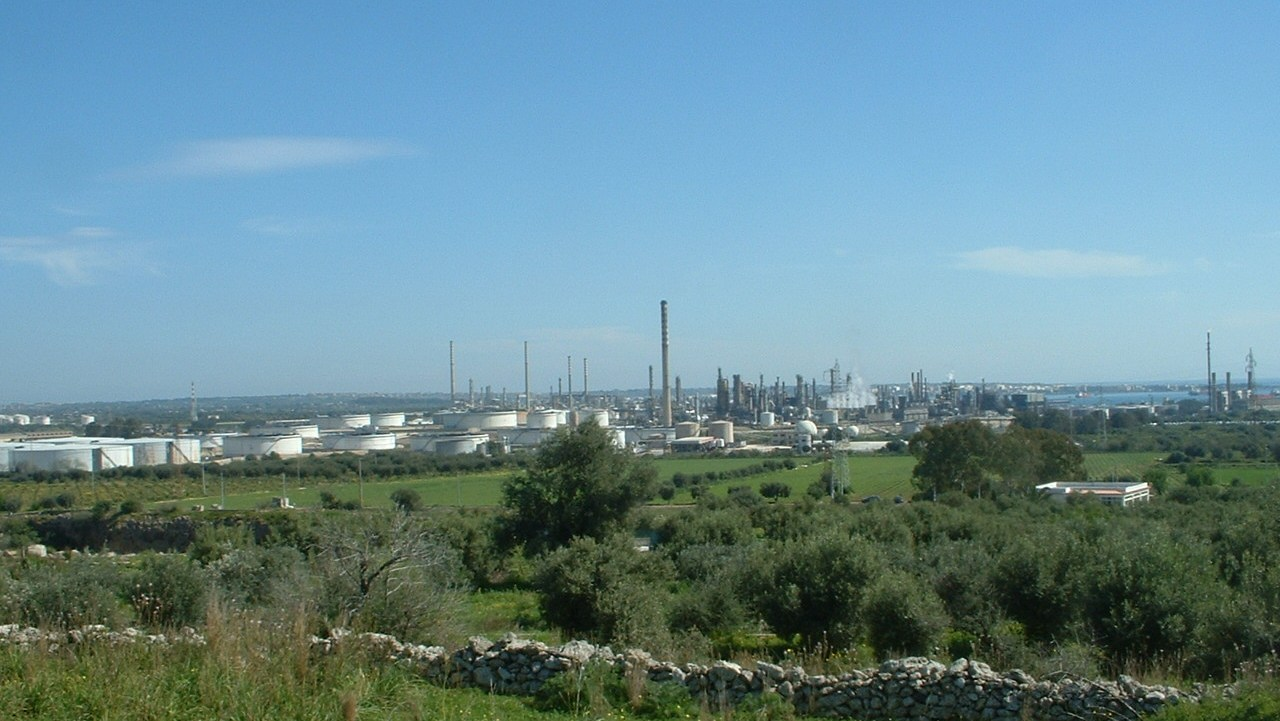
La raffineria Sonatrach di Augusta

Nell'aprile 2018 Sonatrach annuncia l'acquisizione della raffineria di Augusta (ex RASIOM ed ex Esso) e dei tre depositi carburante di Augusta, Palermo e Napoli.
Nel marzo 2022 Sonatrach ed Eni hanno effettuato un'importante scoperta di petrolio e gas durante la perforazione del pozzo HDLE-1 situato nella concessione di Zemlet el Arbi nel bacino di Berkine nel Grande Erg Orientale.
Il 26 maggio 2022 Sonatrach ed Eni hanno firmato a Roma un memorandum d'intesa volto ad accelerare lo sviluppo dei giacimenti di gas in Algeria e la decarbonizzazione tramite idrogeno verde.

## Attività

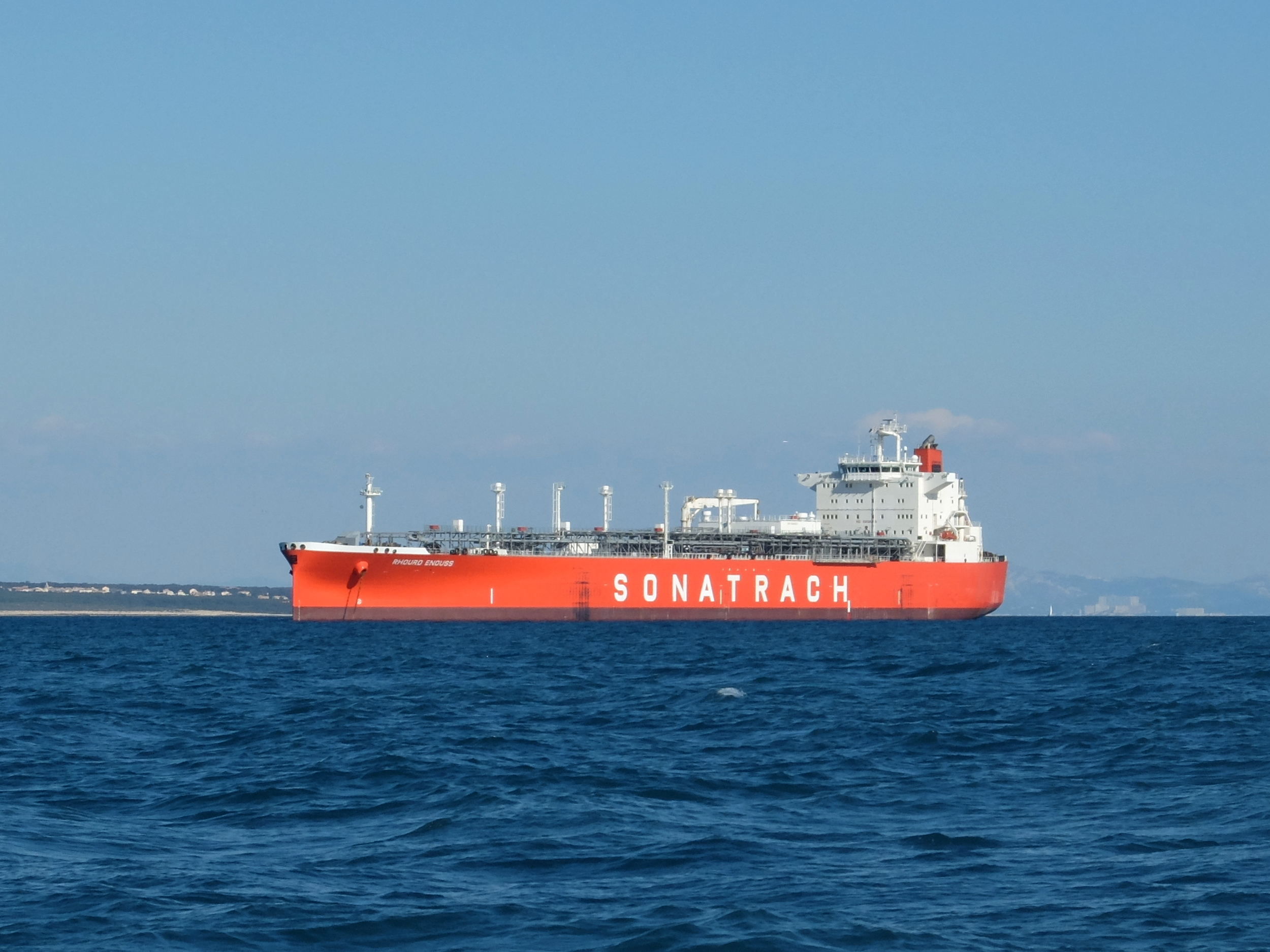
La nave cisterna per GPL Rhourd Enouss

Tra le attività principali di Sonatrach vi sono:
- Esplorazione, produzione e trasporto di idrocarburi
- Attività petrolchimiche
- Generazione elettrica
- Energia da fonti rinnovabili
- Desalinizzazione delle acque
- Estrazione di gas di scisto
- Trasporto marittimo

## Cronologia presidenti
- 1963-1966: Bélaïd Abdessalam
- 1966-1979: Sid Ahmed Ghozali
- 1985-1988: Youcef Yousfi
- 1988-1989: Sadek Boussena
- 1989-1995: Abdelhak Bouhafs
- 1995-1997: Nazim Zouiouèche
- 1997-2000: Abdelmadjid Attar
- 2000-2001: Abdelhak Bouhafs
- 2001-2003: Chakib Khelil
- 2003-2010: Mohamed Meziane
- Maggio 2010 - novembre 2011: Nourredine Cherouati
- Novembre 2011- luglio 2014: Abdelhamid Zerguine
- Luglio 2014 - maggio 2015: Said Sahnoun
- Maggio 2015 - marzo 2017: Amine Mazouzi
- Marzo 2017 - aprile 2019: Abdelmoumen Ould Kaddour
- Aprile 2019 - novembre 2019 : Rachid Hachichi
- Novembre 2019 - febbraio 2020 : Kamel Eddine Chikhi
- Febbraio 2020 ad oggi : Toufik Hakkar

## Il logo
Il logo dell'azienda è stato disegnato dal famoso fumettista francese Siné nel 1967. Fu lui a scegliere l'arancio ed il nero per l'identità grafica dell'allora nascente Sonatrach.